# Nico Paz
Nicolás Paz Martínez (Santa Cruz, 8 september 2004) is een Argentijns-Spaans voetballer die onder contract staat bij Como.

## Carrière

### Voetballer

#### Real Madrid
Paz werd geboren in Santa Cruz. Hij begon zijn jeugdopleiding bij CD San Juan, waar hij een paar jaar later werd weggeplukt door CD Tenerife. In 2016 maakte hij de overstap naar Real Madrid. In het seizoen 2021/22 maakte hij zijn opwachting bij Real Madrid Castilla, het beloftenelftal van Real Madrid dat toen in de Primera División RFEF uitkwam. In het seizoen daarop maakte Paz ook zijn debuut in de UEFA Youth League. In de groepsfase scoorde hij vijfmaal in zeven wedstrijden: op verplaatsing bij Celtic FC en RB Leipzig stond hij telkens tweemaal aan het kanon, en ook thuis tegen Celtic scoorde hij. Real Madrid werd dat seizoen in de kwartfinale uitgeschakeld door AZ.
Op 3 januari 2023 zat García voor het eerst in de wedstrijdselectie van het eerste elftal naar aanleiding van de bekerwedstrijd tegen CP Cacereño. Op 8 november 2023 maakte hij zijn officiële debuut in het eerste elftal van de club: in de Champions League-groepswedstrijd tegen SC Braga (3-0-winst) liet trainer Carlo Ancelotti hem in de 77e minuut invallen. Later die maand liet Ancelotti hem in de Primera División ook invallen tegen Valencia CF en Cádiz CF. Op 29 november 2023 opende Paz doelpuntenrekening voor Real Madrid: de Spaanse Argentijn viel in het Champions League-groepsduel tegen SSC Napoli in bij een 2-2-tussenstand en zette Real Madrid met zijn goal op weg naar een 4-2-zege.

#### Como
Op zondag 25 augustus 2024 werd Paz aangekondigd als nieuwe aanwinst van het Italiaanse Como 1907. Hij tekende een meerjarig contract bij het team van Cesc Fàbregas. De transfersom lag naar verluidt rond de zes miljoen euro, waarbij Real Madrid ook nog 50% van de doorverkoop zou ontvangen en een optie heeft om Paz terug te kopen.

#### Interlandcarrière
Paz nam in 2023 met Argentinië -20 deel aan de Copa América onder 20 in Colombia.

## Privé
- Paz is de zoon van voormalig profvoetballer Pablo Paz, die met Argentinië deelnam aan het WK 1998.[6]